# فیلم ترت
فیلم ترت (انگلیسی: Film Threat) یک نشریه نقد فیلم آنلاین آمریکایی و پیش از آن، یک مجله ملی است که عمدتاً بر فیلم‌های مستقل تمرکز دارد، اگرچه ویدیوها و دی‌وی‌دی‌های فیلم‌های جریان اصلی و همچنین فیلم‌های هالیوودی را نیز نقد می‌کند. این مجله اولین بار در سال ۱۹۸۵ به صورت یک مجله رسانه‌ای شروع به فعالیت کرد که توسط گریس گور و آندره سی‌وود که از دانشجویان دانشگاه ایالتی وین بودند ایجاد شد. در سال ۱۹۹۷ فیلم ترت به یک منبع صرفاً آنلاین تبدیل شد.
نسخه فعلی فیلم ترت از فیلمسازانی که به دنبال راهی برای تبلیغ فیلم‌هایشان هستند، پول می‌پذیرد. از سال ۲۰۱۱ کسانی که به دنبال نقد و بررسی از سایت هستند، می‌توانند بین ۵۰ تا ۴۰۰ دلار برای سطوح مختلف خدمات، از تضمین نقد و بررسی ظرف ۷ تا ۱۰ روز گرفته تا بسته‌ای که شامل تضمین حداقل ۱۰۰ هزار بازدید است، بپردازند.

## شروع فعالیت
شماره‌های اولیه‌ی مجله‌ی «فیلم ترت» نظریه‌های سی‌وود در مورد فرم روایت سینمایی و ایدئولوژی سیاسی و مطالب سینمایی و تقلید مسخره‌آمیز از فیلم‌های جریان اصلی را با هم ترکیب می‌کرد. به قول خود گور: «با خودم فکر کردم، آیا عالی نمی‌شود اگر یک مجله سینمایی با گرایش پانک راک راه‌اندازی کنم و بعد افراد این مجله در نهایت بروند و فیلم بسازند. عالی نمی‌شود؟»
در شماره ۹ مجله، «فیلم ترت» به یک مجله چاپی تبدیل شد و تقریباً در همین زمان، سی‌وود پروژه را ترک کرد تا به فیلمسازی مستقل بپردازد و به طور جدی در مورد سینما بنویسد. این دومین زندگی گروه فیلم ترت شامل اخراج گور و پل زیمرمن از جشنواره بین‌المللی فیلم تورنتو در سال ۱۹۸۸ بود. در شماره ۱۸ مجله، دیوید ای. ویلیامز، دانشجوی دانشگاه ایالتی سانفرانسیسکو مطلبی نوشت و جرقه دوستی با گور را زد که منجر به نقل مکان هر دوی آنها به لس‌آنجلس در تابستان ۱۹۸۹ برای کار روی مجله شد.
در اوایل دهه ۱۹۹۰، مجله فیلم ترت با تلاش گور برای یافتن نسخه‌ای عمومی‌تر متحول شد، در حالی که شاخه جدید آن «راهنمای ویدیویی فیلم ترت» به سردبیری ویلیامز همچنان بر فیلم‌ها و فیلمسازان زیرزمینی که مجله در روزهای اولیه خود معرفی کرده بود، تمرکز داشت. فیلم ترت سرانجام خانه جدیدی در انتشارات لری فلینت (LFP) پیدا کرد و در نوامبر ۱۹۹۱ با عنوان جلد ۲، شماره ۱ دوباره منتشر شد. کوین اسمیت فیلمساز، در مورد اولین شماره از نسخه جدید مجله «فیلم ترت» اظهار داشت: «به سمت دکه روزنامه‌فروشی دویدم تا اولین نسخه براق از چیزی را که نویدبخش تغییر مسیر روزنامه‌نگاری سینمایی از نوع «بیایید مصاحبه‌شونده را بزنیم» بود، بگیرم. و چهره چه کسی را دیدم؟ چهره مکالی کالکین.»
در سال ۱۹۹۳، این مجله که در آن زمان دوماهنامه منتشر می‌کرد تیراژی معادل ۱۲۵۰۰۰ نسخه داشت و با مجلاتی مانند پریمیر رقابت می‌کرد. پاول زیمرمن در سال ۱۹۹۴ سردبیر اجرایی شد و مجله به رشد خود ادامه داد، اما همکاری مجله فیلم ترت با انتشارات لری فلینت پس از ۲۸ شماره در فوریه ۱۹۹۳ پایان یافت.
گور موفق شد حقوق مجله را از انتشارات لری فلینت بازخرید کند و مجله را برای سومین بار در دسامبر ۱۹۹۶ منتشر کرد. او تنها دو شماره از این مجله را منتشر کرد و سپس در سال ۱۹۹۷ آن را تعطیل کرد.

## وبسایت
گور وب‌سایت فیلم ترت را در سال ۱۹۹۶ راه‌اندازی کرد. FilmThreat.com که در ابتدا مجموعه‌ای پراکنده از اخبار فیلم بود، رشد کرد و هم اخبار مستقل و هم اخبار جریان اصلی را به طور مساوی پوشش داد. در طول ۱۴ سال اول حیات آنلاین خود، وبسایت فیلم ترت به سنت همتای چاپی خود ادامه داد و جنجال به پا کرد.
ران ولز (۱۹۹۷–۲۰۰۳) جانشین کریس گور به عنوان سردبیر وب‌سایت انتخاب شد، و پس از او اریک کامپوس (۲۰۰۳–۲۰۰۶) و سپس مارک بل (۲۰۰۶–۲۰۰۸) این سمت را بر عهده گرفتند. در طول سال ۲۰۰۹، این سایت توسط دان آر. لوئیس و متیو سورنتو ویرایش می‌شد، قبل از یک وقفه کوتاه که در دسامبر ۲۰۰۹ به طور کامل از دسترس خارج شد. در ۲۵ ژانویه ۲۰۱۰ در طول جشنواره فیلم ساندنس گور، وب‌سایت و حقوق مجله فیلم ترت را به سردبیر سابق فروخت، سپس سردبیر سابق دفتر فیلم ترت را به نیوجرسی منتقل کرد. و وب‌سایت را در ۲۳ فوریه ۲۰۱۰ دوباره راه‌اندازی کرد.
در سال ۲۰۱۱ وبسایت فیلم ترت یک سرویس «ارسال ناخواسته» برای سودآوری راه‌اندازی کرد و از فیلمسازان مستقلی که مایل به بررسی آثارشان توسط سایت بودند، هزینه دریافت می‌کرد.
در سال ۲۰۱۵، گور دوباره فیلم ترت را خریداری کرد و سایت را از دسترس خارج کرد و به دنبال راه‌اندازی مجدد برند با تلاش برای جمع‌آوری سرمایه جمعی با عنوان «فیلم ترت را نجات دهید...» با شکست مواجه شد و مجموع تعهدات به ۶۳۷۲۵ دلار رسید که از هدف ۱۲۵۰۰۰ دلاری کمتر بود. در اواخر اوت ۲۰۱۶، گور یک کمپین کیک‌استارتر دیگر را برای نجات و بازسازی وب‌سایت با هدف متعادل‌تر ۳۷۵۰۰ دلار آغاز کرد. این کمپین ۵۶،۱۹۹ دلار جمع‌آوری کرد (در مقابل هدف بلندمدت ۵۰،۰۰۰ دلاری که امکان تولید مستندی درباره فیلم ترت را فراهم می‌کرد.)
در ۶ فوریه ۲۰۱۷ وب‌سایت فیلم ترت دوباره راه‌اندازی شد.
این شبکه همچنین در یوتیوب حضور دارد و گور در کنار آلن نگ، فیلم‌هایی را که بسیاری از آنها فیلم‌های پرفروش هستند، نقد می‌کند. گور همچنین لیست‌های پخشی دارد که به جشنواره‌های مختلف فیلم اختصاص داده شده است که در آنها به برخی از شیوه‌های هالیوود انتقاد می‌کند. یکی از این انتقادات، افرادی را هدف قرار داد که سعی داشتند از مرگ جان اشنپ، بنیان‌گذار Collider سود ببرند.